# Ntshe
Ntshe är ett periodiskt vattendrag i Botswana.   Det ligger i distriktet North-East, i den östra delen av landet, 400 km norr om huvudstaden Gaborone.
Omgivningarna runt Ntshe är huvudsakligen savann. Runt Ntshe är det ganska glesbefolkat, med 22 invånare per kvadratkilometer.